# EuroCreditBank
EuroCreditBank SA este o bancă comercială din Republica Moldova. Banca fost înființată în anul 1992, la Chișinău.